# Локомотив (Дніпропетровськ)
«Локомотив» — радянський футбольний клуб з міста Дніпро. Заснований в 1920 році. Грав у чемпіонаті та кубку Дніпропетровської області. Востаннє виступав у чемпіонаті України серед аматорів у 1997 році.

## Назви
- 1920—1935 — «Желдор»
- 1936—1937 — «Локомотив»
- 1938 — «Локомотив Півдня»
- з 1939 року — «Локомотив»

## Досягнення
- У другій лізі — 10 місце (в зональному турнірі 1969 року);
- У кубку СРСР — поразка в 1/16 фіналу (1937 рік).
- Фіналіст Кубка Дніпропетровської області — 1990.

## Відомі гравці
- Ніколаєв Іван Іванович
- Павличенко Юрій Микитович
- Кузяєв Махадест Яхійович